# Daniel Gormally
Daniel Gormally est un joueur d'échecs et un journaliste anglais né à Göteborg (Suède) le 4 mai 1976, grand maître international depuis 2005.
Au 1er août 2022, il est le 17e joueur anglais avec un classement Elo de 2 466 points.

## Biographie et carrière
Grand maître international depuis janvier 2005, Daniel Gormally finit deuxième ex æquo (quatrième au départage) du championnat d'échecs de Grande-Bretagne en 2015 et en 2021 (deuxième au départage).
En décembre 2010, il finit premier ex æquo de la Coupe Politiken de Copenhague en 1998, premier ex æquo du tournoi de Hastings Masters 2019-2020, après avoir remporté le tournoi de Hastings Challengers en 2002-2003. En septembre 2006, il fut deuxième ex  aquo du championnat de l'Union Européenne disputé à Liverpool.
Il a représenté l'Angleterre lors du championnat d'Europe d'échecs des nations de 2005 (marquant 5,5 points sur 8 au troisième échiquier) et de l'Olympiade d'échecs de 2006 (au quatrième échiquier).

## Publications
Daniel Gormally a publié de nombreux livres sur les ouvertures.
- (avec Anthony Kosten) Easy Guide to the Najdorf, Everyman Chess 1999,  (ISBN 1857445295)
- Calculate Like a Grandmaster, Batsford, 2010,  (ISBN 9781906388690)
- Play Chess Like the PROs, Everyman Ches, 2010,  (ISBN 978-1857446272)
- Mating the Castled King, Quality Chess, 2014.  (ISBN 978-1-907982-71-2)
- Insanity, Passion and Addiction - A Year Inside the Chess World, Chess Evolution, 2014,  (ISBN 978-83-934656-9-9)
- The Comfort Zone: Keys to Your Chess Success, Thinkers Publishing, 2021,  (ISBN 978-94-6420-122-2)